# Luke Kennard

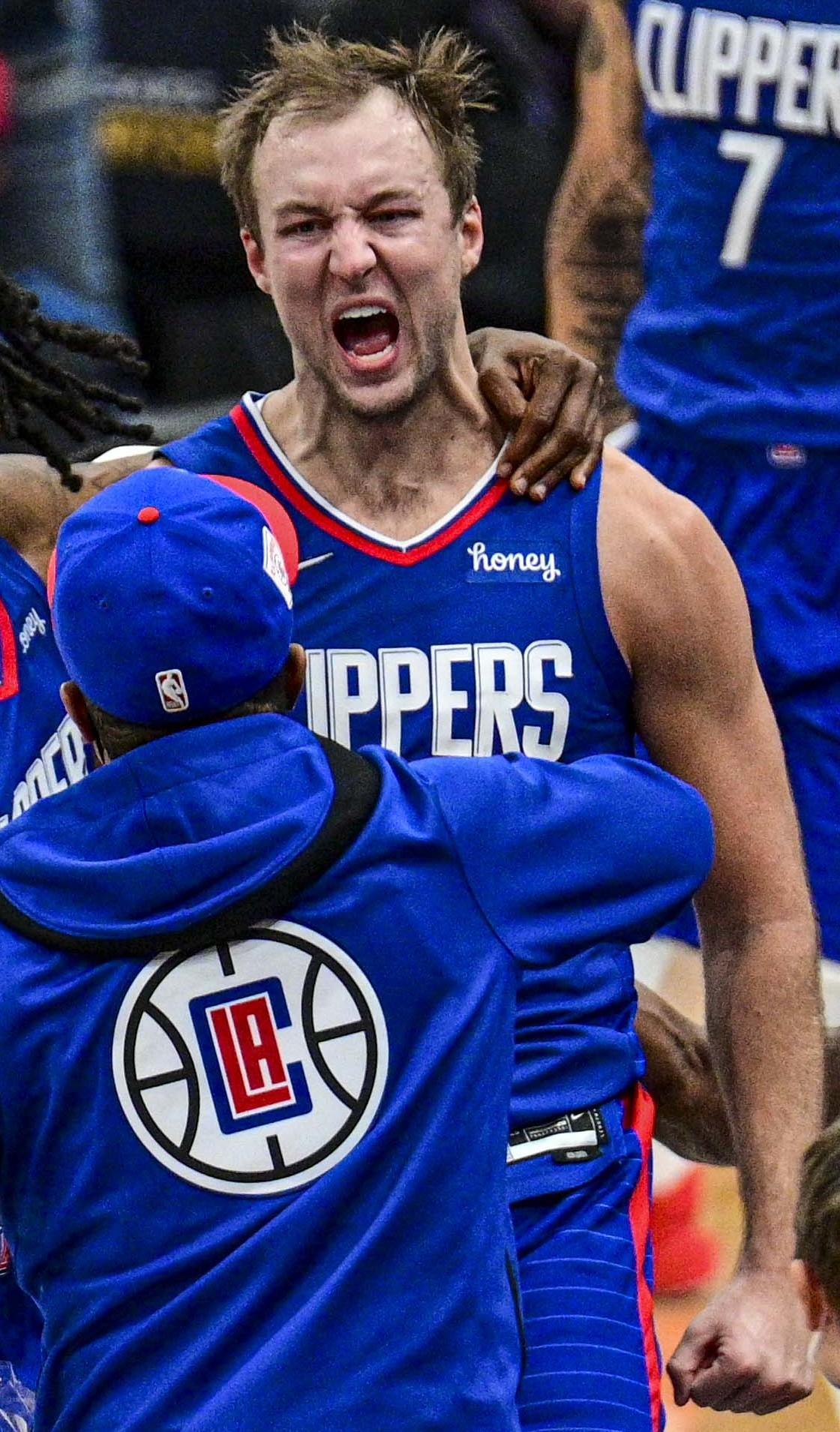
Luke Kennard, 2022.

Luke Douglas Kennard, född 24 juni 1996 i Middletown i Ohio, är en amerikansk professionell basketspelare (SG/SF) som spelar för Atlanta Hawks i National Basketball Association (NBA). Han har tidigare spelat för Detroit Pistons, Los Angeles Clippers och Memphis Grizzlies.
Kennard draftades av Detroit Pistons i första rundan i 2017 års draft som tolfte spelare totalt.
Innan han blev proffs studerade Kennard vid Duke University och spelade för deras idrottsförening Duke Blue Devils.